# Oldenburgs voetbalkampioenschap 1908/09
In 1908/09 werd het derde Oldenburgs voetbalkampioenschap gespeeld, dat georganiseerd werd door de Noord-Duitse voetbalbond. 
Groepswinnaars Germania Oldenburg en Frisia Wilhelmshaven bekampten elkaar om de titel. De uitslag is niet meer bekend, wel dat Frisia won en zich zo plaatste voor de Noord-Duitse eindronde. De club verloor in de eerste ronde van Bremer SC 1891.

## Eindstand

### Groep Oldenburg
| Plaats | Club                     | Wed. | W | G | V | Saldo | Ptn  |
| ------ | ------------------------ | ---- | - | - | - | ----- | ---- |
| 1.     | FV Germania 03 Oldenburg | 8    | 7 | 0 | 1 | 43:7  | 14:2 |
| 2.     | SuS 1900 Delmenhorst     | 8    | 6 | 0 | 2 | 36:19 | 12:4 |
| 3.     | FC Oldenburg             | 8    | 3 | 0 | 5 | 37:11 | 6:10 |
| 4.     | FC 03 Osternburg         | 8    | 3 | 0 | 5 | 18:32 | 6:10 |
| 5.     | FC Union Osternburg      | 8    | 1 | 0 | 7 | 5:70  | 2:14 |

|  | Kampioen |

### Groep Wilhelmshaven
| Plaats | Club                         | Wed. | W | G | V | Saldo | Ptn |
| ------ | ---------------------------- | ---- | - | - | - | ----- | --- |
| 1.     | SC Frisia 03 Wilhelmshaven   | 4    | 4 | 0 | 0 | 22:0  | 8:0 |
| 2.     | FC Deutschland Wilhelmshaven | 4    |   |   |   |       | 2:6 |
| 3.     | Marine SC Wilhelmshaven      | 4    | 1 | 0 | 3 |       | 2:6 |

|  | Kampioen |